# Programação neurolinguística
Programação neurolinguística (PNL) é uma abordagem pseudocientífica que visa aproximar comunicação, desenvolvimento pessoal e psicoterapia criada por Richard Bandler e John Grinder na California, Estados Unidos, na década de 1970.
Os criadores da PNL afirmam que existe uma conexão entre os processos neurológicos ("neuro-"), a linguagem (linguística) e os padrões comportamentais aprendidos através da experiência (programação), e que estes podem ser alterados para alcançar informações específicas e metas na vida. Bandler e Grinder também afirmam que a metodologia de PNL pode "modelar" as habilidades de pessoas excepcionais, permitindo que alguém adquira essas habilidades. Eles afirmam também que, muitas vezes em uma única sessão, a PNL pode tratar problemas como fobias, depressão, distúrbios motores, doença psicossomática, miopia, alergia, resfriado comum e distúrbios de aprendizagem.
Apesar do consenso científico considerar a PNL uma pseudociência ela continua a ser comercializada por alguns hipnoterapeutas e por algumas empresas que organizam seminários e workshops sobre treinamento de gestão para empresas e agências governamentais. Revisões científicas afirmam que a PNL é inconsistente com a teoria neurológica atual e contém numerosos erros factuais. Revisões também descobriram que toda a pesquisa apoiando a PNL continha falhas metodológicas significativas e que havia três vezes mais estudos de melhor qualidade que não conseguiram reproduzir as "reivindicações extraordinárias" feitas por Bandler, Grinder e outros praticantes de PNL.

## História

### Desenvolvimento inicial
De acordo com Bandler e Grinder, a PNL compreende uma metodologia denominada "modelagem", além de um conjunto de técnicas que derivaram de suas aplicações iniciais. De tais métodos que são considerados fundamentais, eles derivaram muitos do trabalho de Virginia Satir, Milton Erickson e Fritz Perls.
Bandler e Grinder também recorreram às teorias de Gregory Bateson, Alfred Korzybski e Noam Chomsky (particularmente gramática transformacional) bem como ideias e técnicas de Carlos Castaneda.
Bandler e Grinder afirmam que sua metodologia pode codificar a estrutura inerente à "magia" terapêutica realizada em terapia por Perls, Satir e Erickson e, de fato, inerente a qualquer atividade humana complexa e, a partir dessa codificação, a estrutura e sua atividade podem ser aprendidas pelos outros. Seu livro de 1975, The Structure of Magic I: A Book about Language and Therapy, destina-se a ser uma codificação das técnicas terapêuticas de Pearls e Satir.
Bandler e Grinder dizem que eles usaram seu próprio processo de "modelagem" para modelar Virginia Satir para que eles pudessem produzir o que eles chamavam de "meta-modelo", um modelo para coletar informações e desafiar a linguagem de um cliente e seu pensamento subjacente. Eles afirmam que, ao desafiar as distorções linguísticas, especificando generalizações e recuperando informações excluídas nas declarações do cliente, os conceitos de gramática transformacional da "estrutura da superfície" produzem uma representação mais completa da "estrutura profunda" subjacente e, portanto, têm benefício terapêutico. Também derivaram de Satir "ancoragem", "estimulação futura" e "sistemas representacionais".
Em contraste, o "modelo Milton" - um modelo da linguagem supostamente hipnótica de Milton Erickson - foi descrito por Bandler e Grinder como "artisticamente vago" e metaforico. O modelo Milton é usado em combinação com o modelo Meta como um amaciador, para induzir "transe" e para fornecer sugestão terapêutica indireta.

### Comercialização e avaliação
No final dos ano 70, o Movimento do Potencial Humano se desenvolveu para uma indústria e forneceu um mercado para algumas ideias da PNL. No centro desse crescimento foi o Esalen Institute em Big Sur, California.Perls liderou inúmeros seminários de terapia Gestalt em Esalen. Satir era um líder inicial e Bateson era professora convidada. Bandler e Grinder alegaram que além de ser um método terapêutico, a PNL também era um estudo de comunicação e começou a comercializá-la como uma ferramenta de negócios, alegando que "se algum ser humano pode fazer qualquer coisa, você também pode". Depois de 150 estudantes pagaram US $ 1.000 cada um para uma oficina de dez dias em Santa Cruz, Califórnia, Bandler e Grinder desistiram da escrita acadêmica e produziram livros populares das transcrições dos seminários, como Frogs into Princes, que vendeu mais de 270.000 cópias. De acordo com documentos judiciais relativos a uma disputa de propriedade intelectual entre  Bandler e Grinder, Bandler ganhou mais de US$ 800 mil em 1980 a partir de oficinas e da vendas de livros.
A comunidade de psicoterapeutas e os estudantes começaram a se formar em torno de Bandler e seus trabalhos iniciais de Grinder, levando ao crescimento e propagação da PNL como uma teoria e prática. Por exemplo, Tony Robbins treinou com Grinder e utilizou algumas ideias da PNL como parte de seus próprios programas de auto-ajuda e motivacionais. Bandler liderou vários esforços infrutíferos para evitar que terceiros fizessem uso da PNL Enquanto isso, o crescente número de praticantes e teóricos levou a PNL a se tornar ainda menos uniforme do que era em sua base. Antes do declínio da PNL, pesquisadores científicos começaram a testar seus fundamentos teóricos empiricamente, com pesquisas indicando falta de suporte empírico para as teorias essenciais da PNL. A década de 1990 foi caracterizada por menos estudos científicos que avaliaram os métodos da PNL do que a década anterior. Tomasz Witkowski atribui isso a um interesse decrescente no debate como resultado da falta de apoio empírico para a PNL dos seus proponentes.

## Crítica científica
No início da década de 1980, a PNL foi anunciada como um avanço importante em psicoterapia e aconselhamento, atraindo algum interesse em pesquisa sobre aconselhamento e psicologia clínica. No entanto, como ensaios controlados não mostraram nenhum benefício da PNL e seus defensores fizeram reivindicações cada vez mais duvidosas, o interesse científico na PNL desapareceu. Numerosas revisões de literatura e metanálises falharam em mostrar evidências às suposições ou à eficácia da PNL como método terapêutico. Enquanto alguns praticantes de PNL argumentaram que a falta de apoio empírico é devido à insuficiência de testes de pesquisa na PNL, o consenso científico é de que a PNL é pseudociência e que as tentativas de descartar os resultados da pesquisa com base nesses argumentos "[constituem] uma admissão de que a PNL não tem uma base de dados e que os praticantes de PNL estão buscando uma credibilidade post-hoc". Pesquisas na comunidade acadêmica mostraram que a PNL é amplamente desacreditada entre os cientistas. Entre as razões para considerar PNL uma pseudociência é que as evidências a favor dela são limitadas a anedotas e testemunhos pessoais. que não é informada pela compreensão científica da neurociência e linguística, e que o nome "programação neurolinguística" usa palavras de jargão para impressionar leitores e ofuscar ideias, enquanto que a própria PNL não relaciona nenhum fenômeno às estruturas neurais e não tem nada em comum com linguística ou programação. De fato, na educação, a PNL tem sido usada como um exemplo típico de pseudociência.

## Associações, certificação e padrões de profissionais.
Os nomes PNL e Programação Neurolinguística não são propriedade de qualquer pessoa ou organização, não são marca registrada de propriedade intelectual e não há nenhuma autoridade reguladora central para instrução e certificação de PNL.  não há nenhuma restrição sobre quem pode descrever-se como um "Mestre PNL" ou "Treinador Mestre em PNL" e há uma infinidade de associações de certificação; Isso levou Devilly (2005) a descrever essas associações de treinamento e certificação como granfalloons, associações orgulhosas e sem sentido de seres humanos.
Existe uma grande variação na profundidade e amplitude do treinamento e padrões de praticantes e algum desacordo entre aqueles no campo sobre quais padrões são ou não PNL. A PNL é um campo aberto de treinamento sem boas práticas "oficiais". Com diferentes autores, formadores individuais e praticantes que desenvolveram seus próprios métodos, conceitos e rótulos, muitas vezes marcando como PNL, os padrões de treinamento e a qualidade diferem muito. Em 2009, um apresentador de televisão britânico conseguiu registrar seu gato de estimação como membro do British Board of Neuro Linguistic Programming (BBNLP), que posteriormente afirmou que existia apenas para proporcionar benefícios aos seus membros e não para certificar as credenciais.

## Quase religião
Sociólogos e  antropólogos - entre outros - categorizaram a PNL como uma quase religião pertencente à Nova Era e/ou movimento de potencial humano.  A  antropóloga médica Jean M. Langford classifica a PNL como uma forma de religiosidade popular; isto é, uma prática com  eficácia simbólica - em oposição à eficácia física - que é capaz de efetuar a mudança através de efeitos não específicos (ex.: placebo). Para Langford, a PNL é semelhante a uma  religião popular  sincrética "que tenta casar a magia da prática popular com a ciência da medicina profissional".  Bandler e Grinder foram (e continuam a ser) Influenciados pelo xamanismo descrito nos livros de Carlos Castaneda. Várias idéias e técnicas foram emprestadas de Castaneda e incorporadas na PNL, incluindo a chamada "dupla indução" E a noção de "parar o mundo" que é central para a modelagem PNL. Tye (1994) caracteriza a PNL como um tipo de "psico xamanismo". Fanthorpe e Fanthorpe (2008) veem uma semelhança entre o procedimento  mimético e a intenção da modelagem da PNL e aspectos do ritual em algumas religiões sincréticas.  Hunt (2003)  desenha uma comparação entre a preocupação com a linhagem de um guru PNL - o que é evidente entre alguns proponentes da PNL - e a preocupação com a linhagem de guru de algumas religiões orientais.
Em Aupers e Houtman (2010) Bovbjerg Identifica a PNL como uma "psico-religião" da Nova Era e usa a PNL como um estudo de caso para demonstrar a tese de que as psicopedagogias da Nova Era, como a PNL, se baseiam em uma ideia intrinsecamente religiosa, ou seja, a preocupação com um "outro" transcendente. Nas crenças monoteístas do mundo, argumenta Bovbjerg, o propósito da prática religiosa é a comunhão e a comunhão com um "outro" transcendente, ou seja, um deus. Com as psico-religiões da Nova Era, argumenta Bovbjerg, essa orientação para um "outro" transcendente persiste, mas o "outro" se tornou "o outro em nós mesmos", o chamado "inconsciente": "A vida interior do indivíduo torna-se o foco intangível das práticas [psico-religiosas] e o subconsciente torna-se parte integrante da compreensão dos indivíduos modernos sobre o eu". Bovbjerg acrescenta: "o nosso desenvolvimento pessoal não faz sentido sem um inconsciente que contenha recursos ocultos e conhecimento oculto do eu". Assim, a prática psico-religiosa gira em torno de idéias do eu consciente e inconsciente se comunicando e acessando os recursos ocultos do eu inconsciente - o "outro" transcendente. De acordo com Bovbjerg, a noção de que temos um eu inconsciente é subjacente a muitas técnicas da PNL, de forma explícita ou implícita. Bovbjerg argumenta, "por práticas particulares, o praticante psico-religioso [praticante de PNL qua] espera alcançar a auto-perfeição em uma transformação sem fim do eu".
A crítica secular de Bovbjerg sobre a PNL é ecoada na perspectiva cristã conservadora da Nova Era como representada por Davide Jeremiah.

## Leituras complementares
Livros
- Andreas, Steve & Charles Faulkner (eds.). NLP: the new technology of achievement. New York, NY: HarperCollins. ISBN 0-688-14619-8
- Austin, A. The Rainbow Machine: Tales from a Neurolinguist's Journal. UK: Real People Press. ISBN 0-911226-44-3
- Bandler, R., Grinder, J. (1979), Frogs into Princes: Neuro Linguistic Programming. Real People Press. 149 pages. ISBN 0-911226-19-2.
- Bandler, R., Andreas, S. (ed.) and Andreas, C. (ed.) (1985), Using Your Brain-for a Change. ISBN 0-911226-27-3.
- Bradbury, A (2008). «Neuro-Linguistic Programming: Time for an Informed Review». Skeptical Intelligencer. 11
- Burn, Gillian. NLP Pocketbook. Alresford, Hants SO24 9JH, United Kingdom: Management Pocketbooks Ltd. ISBN 978-1-903776-31-5
- Carroll R. (2003), The Skeptic's Dictionary: A Collection of Strange Beliefs, Amusing Deceptions, and Dangerous Delusions, p. 253.
- Della Sala (ed.) (2007), Tall Tales about the Mind and Brain: Separating Fact from Fiction, Oxford University Press, p. xxii. ISBN 0-19-856877-0.
- Dilts, R., Hallbom, Tim, Smith, Suzi (1990), Beliefs: Pathways to Health & Well-being, Crown House Publishing, ISBN 978-1-84590-802-7.
- Dilts, R. (1990), Changing Belief Systems with NLP, Meta Publications. ISBN 978-0-916990-24-4.
- Dilts, Robert B & Judith A DeLozier. Encyclopaedia of Systemic Neuro-Linguistic Programming and NLP New Coding. [S.l.]: NLP University Press. ISBN 0-9701540-0-3
- Druckman, Daniel & John A Swets (eds),. Enhancing Human Performance: Issues, Theories, and Techniques. Washington DC: National Academy Press. ISBN 978-0-309-03792-1
- Ellerton, CMC, Roger. Live Your Dreams Let Reality Catch Up: NLP and Common Sense for Coaches, Managers and You. Ottawa, Canada: Trafford Publishing. ISBN 1-4120-4709-9
- Grinder, J., Bandler, R. (1976), Patterns of the Hypnotic Techniques of Milton H. Erickson Volume I. ISBN 0-916990-01-X.
- Grinder, John & Judith DeLozier. Turtles All the Way Down: Prerequisites to Personal Genius. Scotts Valley, CA: Grinder & Associates. ISBN 978-0-929514-01-7
- Grinder, M., Lori Stephens (ed.) (1991), Righting the Educational Conveyor Belt. ISBN 1-55552-036-7
- Genie Z. Laborde, Ph.D. (1987), Influencing with Integrity: Management Skills for Communication and Negotiation.
- O'Connor, Joseph (2007), Not Pulling Strings: Application of Neuro-Linguistic Programming to Teaching and Learning Music. Kahn & Averill, London ISBN 1-871082-90-0
- Satir, V., Grinder, J., Bandler, R. (1976), Changing with Families: A Book about Further Education for Being Human, Science and Behavior Books. ISBN 0-8314-0051-X
- Lum, C. (2001). Scientific Thinking in Speech and Language Therapy. Mahwah, New Jersey; London: Lawrence Erlbaum Associates. p. 16.
- Singer, Margaret & Janja Lalich (1997). Crazy Therapies: What Are They? Do They Work? Jossey Bass, pp. 167–195 (169). ISBN 0-7879-0278-0. Crazy Therapies (book).
- Wake, Lisa (2008). Neurolinguistic Psychotherapy: A Postmodern Perspective. London: Routledge. ISBN 978-0-415-42541-4.
- William F. Williams, ed. (2000), Encyclopedia of Pseudoscience: From Alien Abductions to Zone Therapy, Fitzory Dearborn Publishers, ISBN 978-1-57958-207-4 p. 235.

Artigos em revistas
- Platt, Garry (2001). «NLP – Neuro Linguistic Programming or No Longer Plausible?». Training Journal. May. 2001: 10–15
- Morgan, Dylan A (1993). «Scientific Assessment of NLP». Journal of the National Council for Psychotherapy & Hypnotherapy Register. Spring. 1993
- Von Bergen, C. W.; Gary, B. S.; Rosenthal, T.; Wilkinson, L. V. (1997). «Selected alternative training techniques in HRD». Human Resource Development Quarterly. 8 (4): 281–294. doi:10.1002/hrdq.3920080403